# 黑滩河水库
黑滩河水库是中国云南省曲靖市沾益区境内的一座水库，位于黑滩河上。始建于1957年，原为小（一）型水库，总库容为850万立方米，集雨面积为279平方千米，海拔为1970米。作为云南省“引牛济曲”的重要工程，黑滩河水库将扩建为大（二）型水库，总库容增至11,492万立方米，工程总投资40亿元，2022年10月开工，总工期46个月。黑滩河水库位于沾益海峰省级自然保护区内。